# Северная летяга
Северная летяга (лат. Glaucomys sabrinus) — небольшой грызун семейства беличьих.
Вид распространён в Канаде и США. Предпочитает хвойные и смешанные леса, использует также лиственные и прибрежные леса.
Занимает дупла деревьев, лиственные гнёзда, подземные норы. Животные социальные, особенно зимой, когда гнезда могут быть общими. Рацион состоит в основном из грибов и лишайников, а также растительного и животного материала (насекомые, орехи, почки, семена, плоды). Проводят много времени на земле. Активны ночью. Активны в течение года.
Сезон размножения февраль — май и в июле. Беременность длится 37-42 дней. Бывает один или два приплода в год по 2-6 детёнышей (в среднем 4-5), которые рождаются в начале марта до июля и в конце августа — начале сентября. Кормление молоком длится около двух месяцев. Половозрелыми животные становятся в возрасте 6-12 месяцев.
Общая длины тела 27,5—35,8 см, хвост длиной 12—16,4 см, задние ступни 36-50 мм, уши 16-26 мм, вес 99,5-207,5 г. Новорождённые весят 5-6 г. Мех густой мягкий, глаза большие тёмные, уши большие розоватые, хвост широкий плоский. Окраска несколько отличается с местом проживания. Спина и бока могут быть от коричного до пепельно-коричневого цвета. Брюхо от кремово-белого до желтовато-коричневого или серого цвета. Хвост от светлого пепельно-коричневого до красновато-коричневого или почти чёрного сверху с тёмным концом. Низ хвоста от бледно-серого или коричного до почти чёрного. Зубная формула: 1/1 , 0/0 , 2/1 , 3/3 , всего 22 зуба.